# Hans Jäcker
Johannes „Hans” Jäcker (ur. 20 listopada 1932 w Schwerte, zm. 7 kwietnia 2013 w Stendal) – niemiecki piłkarz grający na pozycji bramkarza, działacz sportowy, nauczyciel, przedsiębiorca, samorządowiec.

## Kariera piłkarska
Hans Jäcker karierę piłkarską rozpoczął w VfL Schwerte, w którym zaczynał jako bramkarz w piłce ręcznej oraz grał w zespołach młodzieżowych na pozycji napastnika. Później ostatecznie rozpoczął występy w młodzieżowej drużynie piłkarskiej klubu na pozycji bramkarza, a w 1949 roku, w wieku 17 lat, rozpoczął występy w pierwszej drużynie. Podczas studiów na Deutsche Sporthochschule Köln w Kolonii grał w drużynie uniwersyteckiej prowadzonej przez trenera Hennesa Weisweilera.
Następnie w latach 1955−1956 był zawodnikiem FC Köln, gdzie zarabiał 160 marek niemieckich miesięcznie. Ponieważ nie czuł się w klubie komfortowo, w 1956 roku działacze Kozłów przyjęli propozycję trenera Eintrachtu Brunszwik − Kurta Balusesa przejścia Jäckera do Lwów, w których grał do 1967 roku. Był członkiem klubu, który został przyjęty do nowo utworzonej Bundesligi. W sezonie 1965/1966 przegrał rywalizację o miejsce w pierwszym składzie z młodym bramkarzem Horstem Wolterem, a w sezonie 1966/1967 rozegrał 2 mecze ligowe, a Lwy zdobyły mistrzostwo Niemiec. Po tym sukcesie Jäcker zakończył piłkarską karierę w wieku 34 lat. Łącznie rozegrał 265 meczów ligowych.

## Kariera trenerska
Hans Jäcker po zakończeniu kariery piłkarskiej rozpoczął karierę trenerską. W latach 1968−1972 trenował drużyny młodzieżowe Eintrachtu Brunszwik oraz Leu Brunszwik, z którym w 1968/1969 awansował do Regionalligi północnej.

## Sukcesy

### Zawodnicze
Eintracht Brunszwik
- Mistrzostwo Niemiec: 1967

### Trenerskie
Leu Brunszwik
- Awans do Regionalligi: 1969

## Pozostała działalność
Hans Jäcker był burmistrzem w okręgu Brunszwiku – Mascherode oraz zasiadał w radzie miasta jako członek Wolnej Partii Demokratycznej. W 1969 roku bez powodzenia startował w wyborach parlamentarnych z listy Wolnej Partii Demokratycznej w Dolnej Saksonii. W latach 70. pracował jako nauczyciel łaciny oraz sportu w Brunszwiku.
W latach 1980–1983 był prezesem Eintrachtu Brunszwik. Do śmierci prowadził wraz z rodziną Klinikę Zdrowia Matki i Dziecka w Glowe na Rugii.

## Śmierć
Hans Jäcker zmarł 7 kwietnia 2013 roku w Stendal.